# Шенай
Шенаи (шенай) — лабиальный духовой музыкальный инструмент, используемый для исполнения индийской классической музыки.
Красивый и довольно сложный духовой музыкальный инструмент, распространенный в северных и западных районах Индии, а также в Пакистане и в Иране. По некоторым сведениям, он произошел от персидской флейты ней. Шенаи представляет собой коническую трубку с восемью или девятью отверстиями. На нем, как и на любой индийской флейте, можно получать полу- и четвертьтона, частично закрывая отверстия.
Ствол изготавливается из дерева твердых пород и заканчивается металлическим раструбом. Звук у него назальный; по своему звучанию шенаи напоминает хулуси, зурну или пунги (инструмент заклинателей змей). Иногда его называют индийским гобоем. Трость шенаи похожа на трость дудука, только вибрирующих пластины не две, а целых четыре. Звук инструмента во многом зависит именно от трости. Что касается ствола этой флейты, некоторые исполнители подбирают строй по своему вкусу, полностью или наполовину залепляя отверстия воском.
В Индии шенаи считается инструментом, приносящим удачу и благоденствие; по этой причине он использовался только во время радостных и торжественных событий — в основном религиозных и дворцовых церемоний. В наши дни его можно услышать на свадьбах и фестивалях Северной Северной Индии.